# أحب البلدي (فلم)
أحب البلدي فيلم مصري من إنتاج عام 1945، بطولة أنور وجدي، وتحية كاريوكا وعبد الفتاح القصري، إخراج حسين فوزي.

## فريق العمل
- أنور وجدي
- تحية كاريوكا
- عبد الفتاح القصري
- محمود المليجي
- ثريا فخري
- محمد عبد القدوس
- زوزو شكيب

## روابط خارجية
- مقالات تستعمل روابط فنية بلا صلة مع ويكي بيانات